# Пономаренко Анатолій Георгійович
Анато́лій Гео́ргійович Пономаре́нко (нар. 4 березня 1947, Євпаторія, Кримська область, СРСР — 20 травня 2008) — український дипломат.

## Біографія
Народився 4 березня 1947 року в Євпаторії, Крим. Закінчив Кримський державний педагогічний інститут (1971), факультет іноземних мов; Дипломатичну академію МЗС СРСР (1987). Кандидат історичних наук. Володів іноземними мовами: російською, англійською та німецькою.
З 1971 по 1978 — референт з питань міжнародних зв'язків Кримського обкому ЛКСМ України, старший референт, заступник голови Комітету молодіжних організацій Української РСР.
З 1978 по 1983 — 2-й секретар Посольства СРСР в Індії
З 1983 по 1984 — 2-й секретар, Міністерство закордонних справ УРСР.
З 1984 по 1987 — слухач, Дипломатичної академії МЗС СРСР.
З 1987 по 1989 — 1-й секретар, МЗС УРСР.
З 1989 по 1992 — консул Ґенерального консульства СРСР у м.Мюнхені, ФРН.
З 1992 по 1994 — Ґененеральний консул, Ґенеральне консульство України в м. Мюнхені, ФРН.
З 1994 по 1995 — завідувач відділу країн Західної Європи, МЗС України.
З 1995 по 1996 — заступник начальника Управління країн Європи та Америки, МЗС України.
З 1996 по 1997 — начальник Управління країн Європи та Америки, МЗС України.
З 02.09.1997 по 26.11.2003 — Надзвичайний і Повноважний Посол України у Федеративній Республіці Німеччина.
З 2004 по 2006 — директор Другого територіального департаменту, член Колеґії, МЗС України.
З 06.12.2006 по 29.08.2008 — Надзвичайний та Повноважний Посол України в Швеції.
20 травня 2008 — помер.

## Звання
Дипломатичний ранґ — Надзвичайний і Повноважний Посол України (1999)

## Нагороди
- Орден «За заслуги» III ступеня (2007).